# Технические окончания
|   | a                                                   | b                                                   | c                                                   | d                                                   | e                                                   | f                                                   | g                                                   | h                                                   |   |
| - | --------------------------------------------------- | --------------------------------------------------- | --------------------------------------------------- | --------------------------------------------------- | --------------------------------------------------- | --------------------------------------------------- | --------------------------------------------------- | --------------------------------------------------- | - |
| 8 | e8 чёрный король · d1 белый ферзь · e1 белый король | e8 чёрный король · d1 белый ферзь · e1 белый король | e8 чёрный король · d1 белый ферзь · e1 белый король | e8 чёрный король · d1 белый ферзь · e1 белый король | e8 чёрный король · d1 белый ферзь · e1 белый король | e8 чёрный король · d1 белый ферзь · e1 белый король | e8 чёрный король · d1 белый ферзь · e1 белый король | e8 чёрный король · d1 белый ферзь · e1 белый король | 8 |
| 7 | e8 чёрный король · d1 белый ферзь · e1 белый король | e8 чёрный король · d1 белый ферзь · e1 белый король | e8 чёрный король · d1 белый ферзь · e1 белый король | e8 чёрный король · d1 белый ферзь · e1 белый король | e8 чёрный король · d1 белый ферзь · e1 белый король | e8 чёрный король · d1 белый ферзь · e1 белый король | e8 чёрный король · d1 белый ферзь · e1 белый король | e8 чёрный король · d1 белый ферзь · e1 белый король | 7 |
| 6 | e8 чёрный король · d1 белый ферзь · e1 белый король | e8 чёрный король · d1 белый ферзь · e1 белый король | e8 чёрный король · d1 белый ферзь · e1 белый король | e8 чёрный король · d1 белый ферзь · e1 белый король | e8 чёрный король · d1 белый ферзь · e1 белый король | e8 чёрный король · d1 белый ферзь · e1 белый король | e8 чёрный король · d1 белый ферзь · e1 белый король | e8 чёрный король · d1 белый ферзь · e1 белый король | 6 |
| 5 | e8 чёрный король · d1 белый ферзь · e1 белый король | e8 чёрный король · d1 белый ферзь · e1 белый король | e8 чёрный король · d1 белый ферзь · e1 белый король | e8 чёрный король · d1 белый ферзь · e1 белый король | e8 чёрный король · d1 белый ферзь · e1 белый король | e8 чёрный король · d1 белый ферзь · e1 белый король | e8 чёрный король · d1 белый ферзь · e1 белый король | e8 чёрный король · d1 белый ферзь · e1 белый король | 5 |
| 4 | e8 чёрный король · d1 белый ферзь · e1 белый король | e8 чёрный король · d1 белый ферзь · e1 белый король | e8 чёрный король · d1 белый ферзь · e1 белый король | e8 чёрный король · d1 белый ферзь · e1 белый король | e8 чёрный король · d1 белый ферзь · e1 белый король | e8 чёрный король · d1 белый ферзь · e1 белый король | e8 чёрный король · d1 белый ферзь · e1 белый король | e8 чёрный король · d1 белый ферзь · e1 белый король | 4 |
| 3 | e8 чёрный король · d1 белый ферзь · e1 белый король | e8 чёрный король · d1 белый ферзь · e1 белый король | e8 чёрный король · d1 белый ферзь · e1 белый король | e8 чёрный король · d1 белый ферзь · e1 белый король | e8 чёрный король · d1 белый ферзь · e1 белый король | e8 чёрный король · d1 белый ферзь · e1 белый король | e8 чёрный король · d1 белый ферзь · e1 белый король | e8 чёрный король · d1 белый ферзь · e1 белый король | 3 |
| 2 | e8 чёрный король · d1 белый ферзь · e1 белый король | e8 чёрный король · d1 белый ферзь · e1 белый король | e8 чёрный король · d1 белый ферзь · e1 белый король | e8 чёрный король · d1 белый ферзь · e1 белый король | e8 чёрный король · d1 белый ферзь · e1 белый король | e8 чёрный король · d1 белый ферзь · e1 белый король | e8 чёрный король · d1 белый ферзь · e1 белый король | e8 чёрный король · d1 белый ферзь · e1 белый король | 2 |
| 1 | e8 чёрный король · d1 белый ферзь · e1 белый король | e8 чёрный король · d1 белый ферзь · e1 белый король | e8 чёрный король · d1 белый ферзь · e1 белый король | e8 чёрный король · d1 белый ферзь · e1 белый король | e8 чёрный король · d1 белый ферзь · e1 белый король | e8 чёрный король · d1 белый ферзь · e1 белый король | e8 чёрный король · d1 белый ферзь · e1 белый король | e8 чёрный король · d1 белый ферзь · e1 белый король | 1 |
|   | a                                                   | b                                                   | c                                                   | d                                                   | e                                                   | f                                                   | g                                                   | h                                                   |   |

Техни́ческие оконча́ния — элементарные шахматные окончания с минимальным числом фигур (3—5), в которых одна из сторон, обладая достаточным материальным перевесом, может объявить мат королю соперника, либо при точной защите слабейшая сторона добивается ничьей. К ним, в первую очередь, относятся окончания, в которых даётся мат одинокому королю. Эти позиции "технические", потому что они поддаются точному анализу и решению без необходимости в сложной тактике.

## Признаки технического окончания
- Малое количество фигур — обычно короли и 1–2 фигуры.

- Вывод о результате можно сделать сразу — без долгого расчёта вариантов.

- Игра ведётся по "методу" или "правилу" — например, правило квадрата, мостик, оппозиция.

- Есть чёткие учебные примеры и таблицы — базы данных, хранящие 100% верные результаты.

## Классические примеры технических окончаний
- Король и пешка против короля. Самое базовое окончание. Победа или ничья зависит от: положения королей (есть ли оппозиция), удалённости пешки от превращения, типа пешки (центральная, крайняя и т.д.).

- Король и ладья против короля. Технически выиграно — при правильной технике (например, метод Лусены). Часто используется для отработки "шахматной выучки".

- Король, слон и конь против короля. Технически выиграно, но требует знания точной методики (метод Ванкувера или "W-метод").

- Король и ферзь против короля и ладьи. Технически выиграно, но не всегда просто — особенно в практической партии без знания теории.

- Король и пешка против короля и легкой фигуры. Сложность зависит от типа фигуры, расстояния пешки до поля превращения, позиции королей.

Знания о технических окончаниях позволяют уверенно выигрывать элементарные позиции, избегать ошибок, превращающих выигрыш в ничью, экономят время в партиях с контролем по времени, помогают глубже понимать структуру эндшпиля.